# NGC 1834
NGC 1834 је расејано звездано јато у сазвежђу Златна риба које се налази на NGC листи објеката дубоког неба.
Деклинација објекта је - 69° 12' 27" а ректасцензија 5h 5m 11,4s. Привидна величина (магнитуда) објекта NGC 1834 износи 11,3 а фотографска магнитуда 11,8. NGC 1834 је још познат и под ознакама ESO 56-SC60.